# Klintkornlöpare
Klintkornlöpare (Amara fusca) är en skalbaggsart som beskrevs av Pierre François Marie Auguste Dejean 1828. Klintkornlöpare ingår i släktet Amara, och familjen jordlöpare. Arten är reproducerande i Sverige.